# Samuel Rytzén
Samuel Rytzén, född 28 juni 1755 i Skeda församling, Östergötlands län, död 6 april 1829 i Kullerstads församling, Östergötlands län, var en svensk präst.

## Biografi
Rytzén föddes 1755 på Höckerstad i Skeda församling. Han var son till inspektorn Olof Rytzén och Inga Danielsdotter i Värna församling. Rytzén studerade i Linköping och blev 6 mars 1777 student vid Uppsala universitet. Han prästvigdes 12 juli 1781 och blev 26 april 1797 komminister i Vånga församling, tillträde 1798. Rytzén avlade pastoralexamen 29 febrarui 1804 och blev vikarierande pastor 1 juni 1808. Han blev 31 maj 1809 kyrkoherde i Kullerstads församling, tillträde direkt och i juni 1819 prost. Han avled 1829 i Kullerstads församling.

### Familj
Rytzén gifte sig första gången 6 oktober 1797 med Maria Margareta Boxberg (1760–1798). Hon var dotter till en kapten. De fick tillsammans barnen Anna Margareta Rytzén (född 1798) som var gift med kaptenen Fredric Tillqvist vid Närkes regemente.
Rytzén gifte sig andra gången 20 juni 1799 med Catharina Charlotta Wirstedt (1781–1847). Hon var dotter till en kyrkoherde Magnus Wirstedt och Eva Charlotta Fornander i Vånga församling.